# Levuxipha
Levuxipha is een geslacht van rechtvleugeligen uit de familie krekels (Gryllidae). De wetenschappelijke naam van dit geslacht is voor het eerst geldig gepubliceerd in 2007 door Otte & Cowper.

## Soorten
Het geslacht Levuxipha  is monotypisch en omvat slechts de volgende soort:
- Levuxipha viticola (Otte & Cowper, 2007)